# Funkční generátor

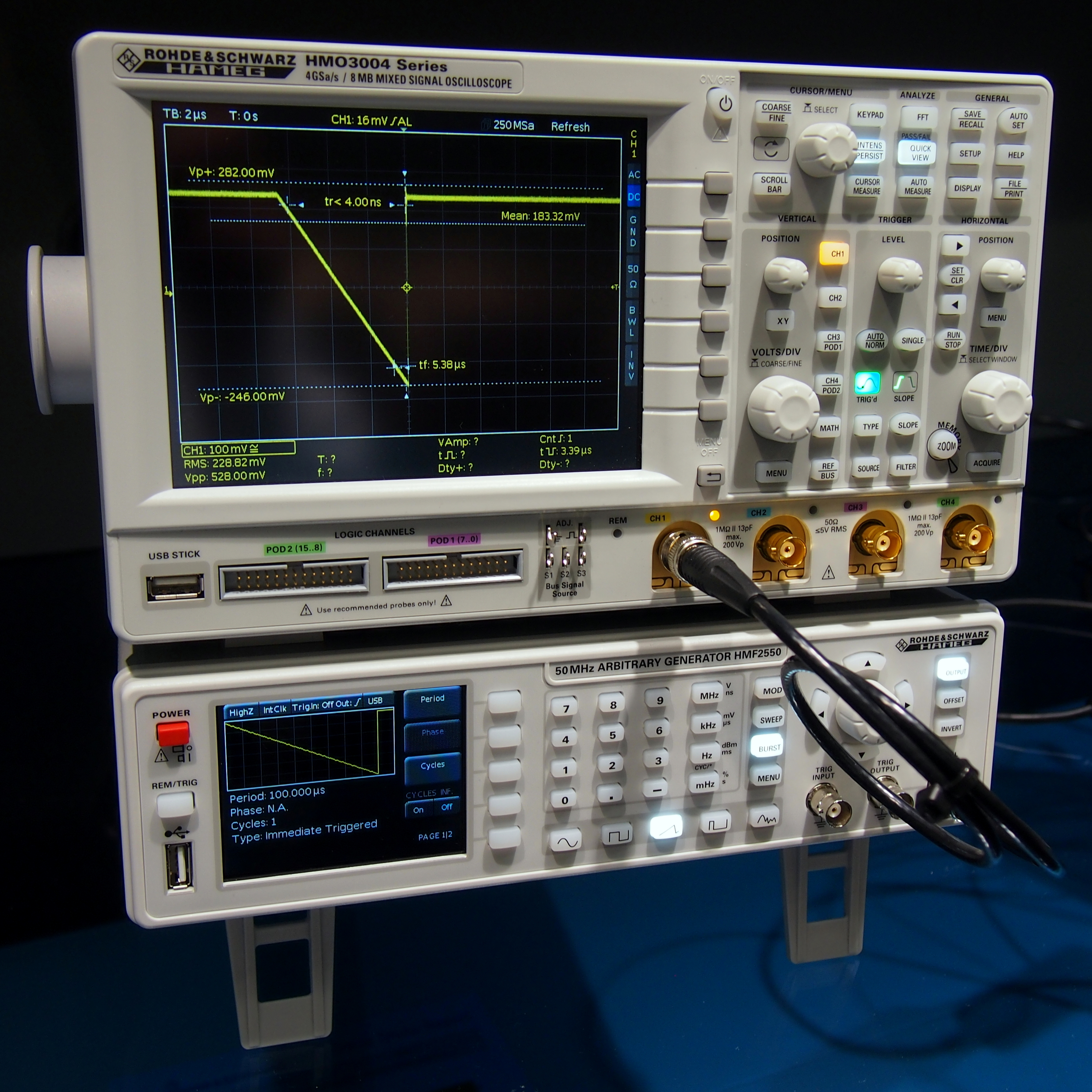
Osciloscop a funkční generátor

Obr. 1: Běžné průběhy

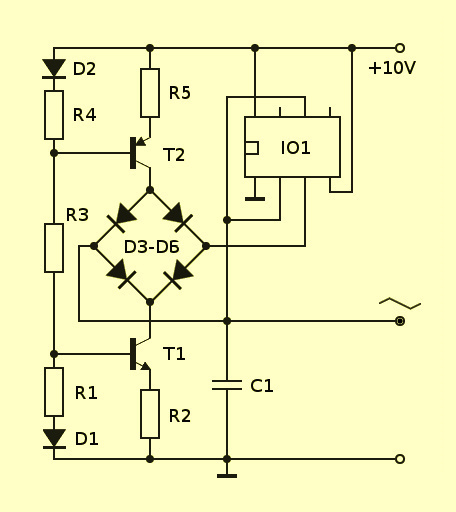
Obr. 2: Generátor s IO 555

Funkční generátor (angl. Function generator), nazývaný též generátor funkcí nebo generátor tvarových kmitů, je zařízení pro generování napětí s určitým periodickým průběhem, např. trojúhelníkovým, obdélníkovým, sinusovým, pilovitým, lichoběžníkovým, impulsovým a jiným, s nastavitelnou frekvencí a amplitudou. Některé funkční generátory umožňují amplitudově nebo frekvenčně modulovat výstupní signál, rozmítat frekvenci, popř. přelaďovat či rozmítat frekvenci vnějším řídicím napětím. Kvalitnější generátory mají digitální stupnici, popř. grafický displej. Funkční generátory se používají při kontrole a nastavování různých elektronických obvodů, jako jsou např. zesilovače, filtry apod.

## Princip analogových funkčních generátorů
Jednoduché analogové funkční generátory obsahují přeladitelný generátor lineárního trojúhelníkového napětí, z něhož se odvozují další požadované průběhy. Obdélníkový signál se získá z trojúhelníkového pomocí komparátoru. Pro vytvoření napětí přibližně sinusového průběhu bývá použit nelineární tvarovač s polovodičovými prvky a dalšími součástkami, na jehož vstup musí být přivedeno lineární symetrické trojúhelníkové napětí. Obvyklá hodnota harmonického zkreslení sinusového výstupu bývá zhruba 1 % a při zvyšování frekvence generátoru se zvětšuje. V závislosti na provedení tvarovače, přesnosti součástek a pečlivosti nastavení může mít sinusový signál na nízkých frekvencích zkreslení třeba i jen 0,05 %. 

## Tvorba a tvarování lineárního trojúhelníkového napětí
Základem tvorby lineárního trojúhelníkového napětí je nabíjení a vybíjení kondenzátoru konstantním proudem. Často používané způsoby generování lineárního trojúhelníkového napětí jsou naznačeny na obr. 3. Mezi ně patří použití zpětnovazebního integrátoru s operačním zesilovačem a komparátoru, který může být opět realizován operačním zesilovačem (metoda integrátor-komparátor).  Zjednodušený obvod tohoto typu je nakreslen na obr. 3 a.
V určitých integrovaných obvodech se pro generování trojúhelníkového napětí používá emitorově vázaný multivibrátor se zdroji konstantního proudu v emitorech tranzistorů, mezi nimiž je zapojen kondenzátor, což zachycuje obr. 3 b.  V některých funkčních generátorech se kondenzátor střídavě nabíjí a vybíjí pomocí dvou samostatných zdrojů konstantního proudu s opačnou polaritou, přičemž přepínání zajišťuje diodový můstek, jak znázorňuje obr. 3 c. 

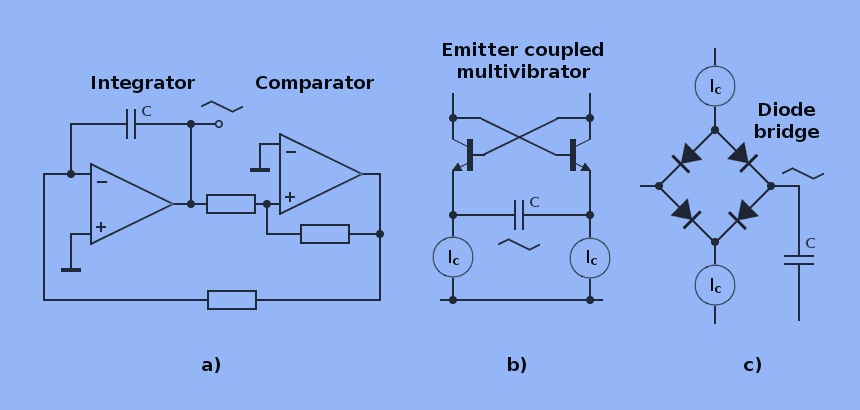
Obr. 3: Některé metody generování trojúhelníkového napětí

Generátor symetrického trojúhelníkového napětí pro nízkofrekvenční oblast může být založen i na populárním integrovaném obvodu 555. Detailní zapojení je nakresleno na obr. 2. Tranzistory T1 a T1 slouží jako zdroje konstantního proudu s opačnou polaritou. Diody D1 a D2 jsou určeny k teplotní kompenzaci uvedených tranzistorů. Integrovaný obvod IO1 typu 555 obsahuje dva komparátory, které reagují na úrovně 1/3 a 2/3 napájecího napětí. Výstup integrovaného obvodu IO1 přepíná diodový můstek a tím umožňuje střídavé nabíjení a vybíjení kondenzátoru C1, na němž tak vzniká trojúhelníkové napětí. Aby nedošlo k narušení linearity trojúhelníkového průběhu, měl by být na výstupu zařazen ještě oddělovací zesilovač s velkou vstupní impedancí.
Některé běžné obvody pro tvarování trojúhelníkového napětí na přibližně sinusové zachycuje obr. 4. Používá se např. nelineární dělič s rezistory a diodami (viz obr. 4 a). Jde o postupnou aproximaci sinusového napětí dílčími úseky. Na obr. 5 a je nakresleno jednoduché provedení, které v praxi zajišťuje harmonické zkreslení v nejlepším případě okolo 1 %. Použije-li se více úseků, harmonické zkreslení výstupního napětí může být výrazně menší. Napětí podobné sinusovému lze získat i tvarováním bipolárními tranzistory, pracujícími v oblasti saturace kolektorového proudu. Tvarovací obvod není nijak zvlášť složitý. Zjednodušené schéma najdeme na obr. 4 b. Vzhledem k tomu, že tranzistory a další kritické součástky by měly mít shodné parametry, je tato metoda vhodná pro monolitické integrované obvody.  Další možnost představuje tvarování trojúhelníkového napětí prostřednictvím tranzistoru řízeného polem (FET). Samotný tvarovač tvoří jednoduchý obvod s jedním tranzistorem, dvěma diodami a několika rezistory, jak je vidět na obr. 4 c. 

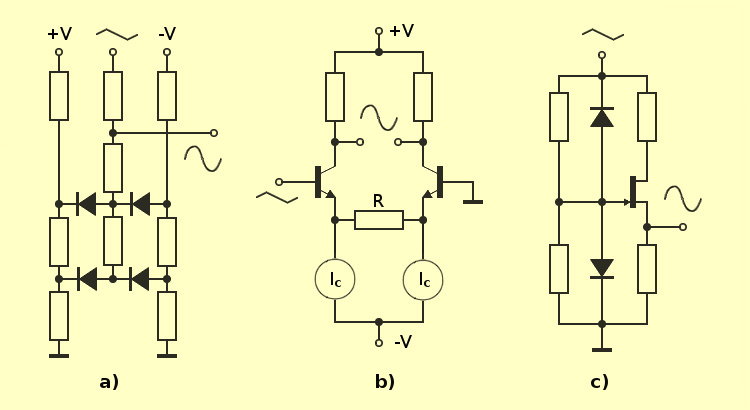
Obr. 4: Příklady obvodů pro tvarování trojúhelníkového napětí

K realizaci analogových funkčních generátorů byly navrženy speciální integrované obvody, jako např. XR205, XR2206,  ICL8038  a MAX038.  Nejlepší vlastnosti z uvedených integrovaných obvodů, co se týče maximální možné generované frekvence, má posledně zmíněný obvod MAX038. Funkční generátor se speciálním integrovaným obvodem může být poměrně jednoduchý. Prostý funkční generátor může být založen např. i na běžném integrovaném obvodu 74HC4046. 

## Příklad zapojení analogového funkčního generátoru

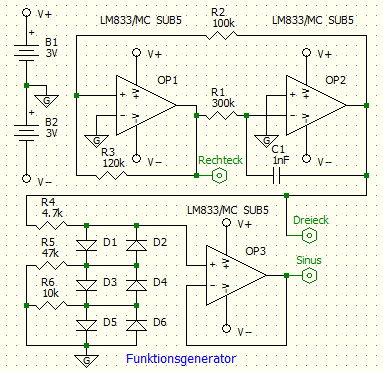
Obr. 5: Funkční generátor

Na obr. 5 je nakreslen jednoduchý analogový funkční generátor, který obsahuje celkem tři operační zesilovače. Operační zesilovač OP2 je zapojen jako integrátor a operační zesilovač OP1 pracuje jako komparátor. Integrační kondenzátor 1 nF se periodicky lineárně nabíjí a vybíjí, protože na vstup integrátoru je připojeno obdélníkové napětí z komparátoru OP1. Na výstupu OP1 je tedy k dispozici obdélníkové napětí a z výstupu OP2 lze odebírat trojúhelníkové napětí. Rezistory R5 a R6 a diody D1 až D6 tvoří jednoduchý tvarovač trojúhelníkového průběhu na sinusový. OP3 je zapojen jako oddělovací výstupní zesilovač pro sinusové napětí. U tohoto generátoru není na obrázku zakresleno plynulé přelaďování frekvence. Rovněž není vyřešena regulace velikosti výstupního napětí.

## Digitální funkční generátory

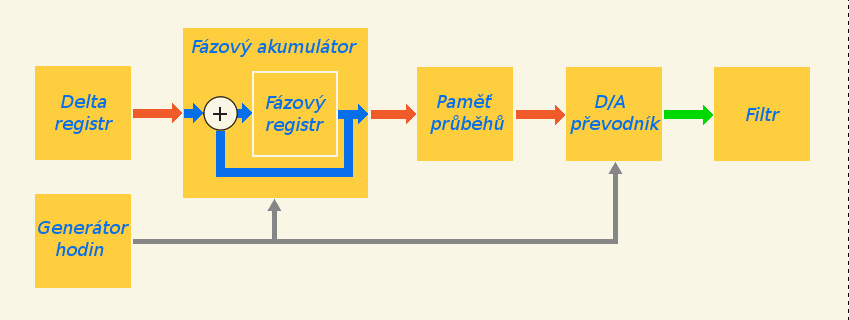
Obr. 6: Zjednodušené blokové schéma DDS

Digitální funkční generátory pracují na základě přímé digitální syntézy, označované zkratkou DDS (Direct Digital Synthesis). Tato metoda umožňuje digitálně řízené generování frekvencí, které jsou odvozeny z frekvence přesného generátoru řízeného krystalem. To zajišťuje výrazně lepší frekvenční stabilitu než mají analogové funkční generátory. Požadované průběhy jsou uloženy v digitální formě v paměti průběhů.

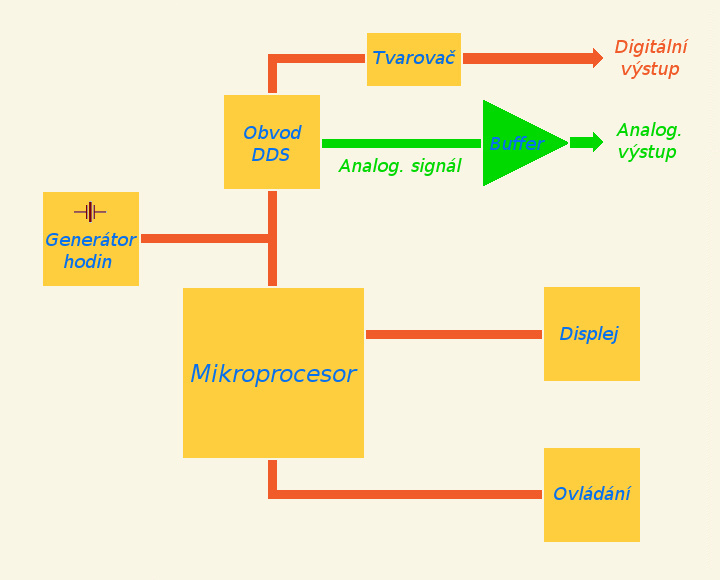
Obr. 7: Možné uspořádání digitálního funkčního generátoru

Zjednodušené blokové schéma architektury DDS je na obr. 6. Důležitým obvodem pro syntézu je fázový akumulátor, který generuje adresy, na nichž jsou v paměti uloženy vzorky příslušné funkce. Fázový akumulátor je tvořen fázovým registrem, nesoucím informace o fázi aktuálně generovaného bodu průběhu a sčítačkou. Tzv. delta registr obsahuje údaj o fázovém přírůstku, určujícím frekvenci generovaného průběhu. Změna frekvence se provádí zápisem do tohoto registru.  Aby generátor mohl mít analogový výstup, musí obsahovat také digitálně-analogový převodník. Důležitý je též výstupní filtr typu dolní propust, potlačující nežádoucí vyšší složky (antialiasing). Jedním z nedostatků techniky DDS je tzv. jitter (horizontální třesení), které však lze výrazně potlačit pomocí digitálního filtru.
Digitální funkční generátory mohou generovat v podstatě libovolné průběhy signálu (tzv. arbitrární). Mezi základní průběhy patří stejně jako u analogových generátorů trojúhelníkový, obdélníkový, sinusový a pilovitý průběh. Kromě obvyklé amplitudové, popř. frekvenční modulace zde bývá též možnost rozmítání frekvence nejen lineárně, ale i logaritmicky, funkce pulsně šířkové modulace (PWM), klíčování frekvenčním posuvem (FSK), generování šumu apod. Dobře vybavené digitální funkční generátory mají barevný grafický displej, který jednak ukazuje nastavení generátoru, jednak zobrazuje výstupní průběh.
Obr. 7 zachycuje blokové schéma možného uspořádání digitálního funkčního generátoru. Základem je přesný a stabilní krystalový generátor. Digitální funkční generátor podle schématu dále obsahuje mikroprocesor a integrovaný obvod pro přímou digitální syntézu (DDS).  Na parametrech integrovaného obvodu pro DDS do značné míry závisí zásadní vlastnosti generátoru. Mikroprocesor mj. řídí integrovaný obvod pro přímou digitální syntézu, přijímá povely z klávesnice a poskytuje výstup pro grafický displej.